# Garde-moi la dernière danse
Garde-moi la dernière danse è un album in studio della cantante franco-italiana Dalida, pubblicato nel 1961 da Barclay.

## Tracce
Lato A
1. Garde-moi la dernière danse
2. Dix mille bulles bleues
3. Parlez-moi d'amour
4. Je me sens vivre
5. Itsi bitsi petit bikini

Lato B
1. Pépé
2. La joie d'aimer
3. 24 000 baisers
4. Ô sole mio
5. Les marrons chauds